# Chiromyza leptiformis
Chiromyza leptiformis är en tvåvingeart som först beskrevs av Macquart 1838.  Chiromyza leptiformis ingår i släktet Chiromyza och familjen vapenflugor. Inga underarter finns listade i Catalogue of Life.